# Tysmenytsja
Tysmenytsja (ukrainsk: Ти́сммениця}; polsk: Tyśmienica) er en by i Ivano-Frankivsk rajon, Ivano-Frankivsk oblast i det vestlige Ukraine. Den er vært for administrationen af Tysmenytsia urban hromada, en af Ukraines hromadaer. Byen ligger også meget tæt på det administrative centrum i Prykarpattja, Ivano-Frankivsk, og har en befolkning på omkring 9.096 (2021).
Byen er berømt for sin pelsfabrik "Tysmenytsja", der blev etableret tilbage i 1891. I sovjettiden var fabrikken den fjerde store fabrik inden for pelsindustrien i Ukrainske SSR.

## Historie
Tysmenytsja blev første gang nævnt i dokumenter fra 1143, og i 1449, da landsbyen hørte til Kongedømmet Polen. Den fik Magdeburgrettigheder af den polske konge Kasimir 4. Jagiellon. På det tidspunkt var det en kongelig by med det polske navn Tysmienica. På grund af sin beliggenhed nær Polens urolige sydlige grænse blev Tysmienica ofte plyndret og brændt ned til grunden af Krimtatarerne og Valakieterne.